# Moussa N'Diaye (futbolista nacido en 1979)
Moussa N'Diaye (Piré, Senegal, 20 de febrero de 1979) es un exfutbolista senegalés, que se desempeñaba como centrocampista atacante. Disputó la mayor parte de su carrera deportiva en Francia, jugando también en Catar y en su país natal.

## Clubes
| Club                | País    | Año         |
| ------------------- | ------- | ----------- |
| FC Istres           | Francia | 1997 - 1998 |
| AS Mónaco           | Mónaco  | 1998 - 2000 |
| CS Sedán            | Francia | 2000 - 2004 |
| FC Istres           | Francia | 2004 - 2005 |
| AC Ajaccio (cesión) | Francia | 2005 - 2006 |
| AJ Auxerre          | Francia | 2006 - 2007 |
| Al-Rayyan SC        | Catar   | 2007 - 2008 |
| Umm-Salal SC        | Catar   | 2008 - 2009 |
| ASC Diaraf          | Senegal | 2010        |
| AS Douanes          | Senegal | 2011 - 2015 |